# Vòng loại Cúp AFC 2022 (vòng play-off)
Vòng play-off vòng loại AFC Cup 2022 sẽ diễn ra từ ngày 5 tháng 4 đến ngày 19 tháng 4 năm 2022. Tổng cộng 10 đội sẽ thi đấu vòng loại trực tiếp để quyết định 3 trong số 39 suất ở vòng bảng Cúp AFC 2022.

## Các đội tham dự
10 đội sau đây, chia thành 5 khu vực (Tây Á, Trung Á, Nam Á, ASEAN, Đông Á), bước vào vòng play-off vòng loại, bao gồm ba vòng:
- 4 đội vào vòng sơ loại 1.
- 2 đội vào vòng sơ loại 2.
- 4 đội vào play-off.

| Khu vực    | Các đội vào vòng play-off      | Các đội vào vòng sơ loại 2                | Các đội vào vòng sơ loại 1                 |
| ---------- | ------------------------------ | ----------------------------------------- | ------------------------------------------ |
| Tây Á      | Không có                       | Không có                                  | Không có                                   |
| Nam Á      | - Abahani Limited Dhaka        | - ATK Mohun Bagan - Abahani Limited Dhaka | - Valencia - Machhindra - Blue Star - Paro |
| Trung Á    | Không có                       | Không có                                  | Không có                                   |
| Đông Nam Á | - Visakha FC - Young Elephants |                                           |                                            |
| Đông Á     | - Lee Man - Athletic 220       |                                           |                                            |

## Thể thức
Trong các trận play-off vòng loại, mỗi trận đấu sẽ diễn ra một lượt trận duy nhất. Hiệp phụ và loạt sút luân lưu sẽ được dùng để phân định thắng thua nếu cần.

## Lịch thi đấu
Lịch trình của mỗi vòng như sau.
| Vòng                  | Ngày thi đấu     | Ngày thi đấu |
| --------------------- | ---------------- | ------------ |
| Vòng sơ loại 1        | 5 tháng 4, 2022  |              |
| Vòng sơ loại 2        | 12 tháng 4, 2022 |              |
| Vòng sơ loại play-off | 19 tháng 4, 2022 |              |

## Phân nhánh
Vòng play-off cho mỗi khu vực được xác định dựa trên bảng xếp hạng hiệp hội của mỗi đội, với đội từ hiệp hội có thứ hạng cao hơn sẽ đăng cai trận đấu. Ba đội thắng ở vòng play-off sẽ tiến vào vòng bảng để cùng 36 suất vào thẳng.

### Play-off Nam Á
- ATK Mohun Bagan tiến vào Bảng D

|  | Vòng sơ loại 1        | Vòng sơ loại 1        |                 |   | Vòng sơ loại 2 | Vòng sơ loại 2 |  |  | Vòng play-off | Vòng play-off |
|  |                       |                       |                 |   |                |                |  |  |               |               |
|  |                       |                       |                 |   |                |                |  |  |               |               |
|  |                       |                       |                 |   |                |                |  |  |               |               |
|  |                       |                       |                 |   |                |                |  |  |               |               |
|  |                       |                       |                 |   |                |                |  |  |               |               |
|  |                       |                       |                 |   |                |                |  |  |               |               |
|  | ATK Mohun Bagan       | 5                     |                 |   |                |                |  |  |               |               |
|  | ATK Mohun Bagan       | 5                     |                 |   |                |                |  |  |               |               |
|  |                       |                       | Blue Star       | 0 |                |                |  |  |               |               |
|  | Machhindra            | 1                     | Blue Star       | 0 |                |                |  |  |               |               |
|  | Machhindra            | 1                     |                 |   |                |                |  |  |               |               |
|  | Blue Star             | 2                     |                 |   |                |                |  |  |               |               |
|  | Blue Star             | 2                     | ATK Mohun Bagan | 3 |                |                |  |  |               |               |
|  |                       |                       | ATK Mohun Bagan | 3 |                |                |  |  |               |               |
|  |                       | Abahani Limited Dhaka | 1               |   |                |                |  |  |               |               |
|  |                       | Abahani Limited Dhaka | 1               |   |                |                |  |  |               |               |
|  |                       |                       |                 |   |                |                |  |  |               |               |
|  |                       |                       |                 |   |                |                |  |  |               |               |
|  | Abahani Limited Dhaka | w/o                   |                 |   |                |                |  |  |               |               |
|  | Abahani Limited Dhaka | w/o                   |                 |   |                |                |  |  |               |               |
|  |                       |                       | Valencia        |   |                |                |  |  |               |               |
|  | Valencia (s.h.p.)     | 2                     |                 |   |                |                |  |  |               |               |
|  | Valencia (s.h.p.)     | 2                     |                 |   |                |                |  |  |               |               |
|  | Paro                  | 1                     |                 |   |                |                |  |  |               |               |
|  | Paro                  | 1                     |                 |   |                |                |  |  |               |               |

### Play-offASEAN
- Visakha FC tiến vào Bảng G và  Young Elephants tiến vào Bảng I.

|  | Vòng play-off   |   |
|  |                 |   |
|  |                 |   |
|  |                 |   |
|  | Visakha FC      | — |
|  | Visakha FC      | — |
|  | Young Elephants | — |
|  | Young Elephants | — |

### Play-off Đông Á
- Lee Man tiến vào Bảng J

|  | Vòng play-off |   |
|  |               |   |
|  |               |   |
|  |               |   |
|  | Lee Man       | 2 |
|  | Lee Man       | 2 |
|  | Athletic 220  | 1 |
|  | Athletic 220  | 1 |

## Vòng sơ loại 1

### Tóm lược
Có tổng cộng 4 đội sẽ thi đấu ở vòng sơ loại 1.
| Đội 1         | Tỉ số         | Đội 2         |
| Khu vực Nam Á | Khu vực Nam Á | Khu vực Nam Á |
| ------------- | ------------- | ------------- |
| Machhindra    | 1–2           | Blue Star     |
| Valencia      | 2–1 (s.h.p.)  | Paro          |

### Nam Á
| Machhindra       | 1–2      | Blue Star                   |
| ---------------- | -------- | --------------------------- |
| - Shrestha 90+4' | Chi tiết | - Kaiyoom 24' - Sandesh 28' |

| Valencia                    | 2–1 (s.h.p.) | Paro        |
| --------------------------- | ------------ | ----------- |
| - Yaameen 18' - Martín 101' | Chi tiết     | - Ellon 27' |

## Vòng sơ loại 2

### Tóm lược
Có tổng cộng 4 đội sẽ thi đấu ở vòng sơ loại 2: 2 đội lọt vào vòng này và 2 đội thắng ở vòng sơ loại 1.
| Đội 1                 | Tỉ số         | Đội 2         |
| Khu vực Nam Á         | Khu vực Nam Á | Khu vực Nam Á |
| --------------------- | ------------- | ------------- |
| ATK Mohun Bagan       | 5–0           | Blue Star     |
| Abahani Limited Dhaka | Huỷ bỏ        | Valencia      |

### Nam Á
| ATK Mohun Bagan                                             | 5–0 | Blue Star |
| ----------------------------------------------------------- | --- | --------- |
| - Kauko 24', 39' (ph.đ.) - M. Singh 29', 89' - Williams 77' |     |           |

| Abahani Limited Dhaka | Huỷ bỏ | Valencia |
| --------------------- | ------ | -------- |
|                       |        |          |

## Vòng play-off

### Tóm lược
Tổng cộng sẽ có 6 đội tham dự vòng play-off: 4 đội lọt vào vòng này và 2 đội giành quyền vào vòng sơ loại 2.
| Đội 1              | Tỉ số         | Đội 2                 |
| Khu vực Nam Á      | Khu vực Nam Á | Khu vực Nam Á         |
| ------------------ | ------------- | --------------------- |
| ATK Mohun Bagan    | 3–1           | Abahani Limited Dhaka |
| Khu vực Đông Nam Á |               |                       |
| Visakha            | Hủy bỏ        | Young Elephants       |
| Khu vực Đông Á     |               |                       |
| Lee Man            | 2–1           | Athletic 220          |

### Nam Á
| ATK Mohun Bagan       | 3–1      | Abahani Limited Dhaka |
| --------------------- | -------- | --------------------- |
| Williams 6', 30', 85' | Chi tiết | Colindres 61'         |

### Đông Nam Á
| Visakha FC | Hủy bỏ | Young Elephants |
| ---------- | ------ | --------------- |
|            |        |                 |

### Đông Á
| Lee Man                         | 2–1      | Athletic 220  |
| ------------------------------- | -------- | ------------- |
| - Dutra 13' - Tsui Wang Kit 61' | Chi tiết | - Murayama 7' |